# 阿爾塔山 (加利福尼亞州)
阿爾塔山（英語：Alta Hill）是位於美國加利福尼亞州內華達縣的一個非建制地區。該地的面積和人口皆未知。

## 地理
阿爾塔山的座標為39°13′48″N 121°04′36″W / 39.23000°N 121.07667°W，而該地的平均海拔高度為807米（即2648英尺）。